# Áron z Alexandrie
Áron z Alexandrie (610, Alexandrie – 641, tamtéž) byl lékař z Alexandrie z období přelomu pozdního starověku a středověku, autor obsáhlé třicetidílné lékařské antologie Pandekty lékařské (Πανδέκτης nebo Σύνταγμα). Žil počátkem sedmého století za císaře Herakleia a byl křesťanem, duchovním Koptské pravoslavné církve. Je významný jednak tím, že svou prací ovlivnil arabské učence (jeho dílo bylo přes syrštinu přeloženo do arabštiny jako jedno z prvních řeckých lékařských děl), jednak že je (podle Rhazese) prvním známým pisatelem, který popsal pravé neštovice.